# Crayon Shin-chan: Buriburi ōkoku no hihō
Crayon Shin-chan: The Secret Treasure of Buri Buri Kingdom (クレヨンしんちゃん ブリブリ王国の秘宝 Kureyon Shinchan: Buriburi Ōkoku no Hihō) là một bộ phim hoạt hình Nhật Bản. Đây là phần thứ hai của loạt phim Crayon Shin-chan, phát hành vào năm 1994. Nó cũng được phát hành ở Ấn Độ vào ngày 17 tháng 10 năm 2008 trên Hungama TV với tiêu đề Treasures of the Buri Buri Kingdom.

## Phân vai
- Akiko Yajima trong vai Nohara Shinnosuke
- Miki Narahashi trong vai Nohara Misae
- Keiji Fujiwara trong vai Nohara Hiroshi
- Yumi Takada trong vai Midori Yoshinaga
- Mari Mashiba trong vai Kazama Toru
- Tamao Hayashi  trong vai Sakurada Nene
- Chie Satō trong vai Bo Suzuki
- Reiko Suzuki trong vai bà Kitamoto
- Kōsei Tomita trong vai Anaconda
- Koji Nakata trong vai Hub
- Seizō Katō trong vai Buriburi Majin
- Rokurō Naya trong vai Kuro Majin
- Yusaku Yara trong vai Nina
- Kaneto Shiozawa trong vai Sally
- Shigezō Sasaoka trong vai Đội trưởng
- Takumi Yamazaki , Hirohiko Kakegawa
- Sayuri Yamauchi trong vai Ruru Ru Ruru
- Satomi Kōrogi trong vai Colander
- Taeko Kawata trong vai Hoàng tử Sunnokeshi

## Phụ trách kỹ thuật
- Đạo diễn: Mitsuru Hongo
- Kịch bản: Mitsuru Hongo và Keiichi Hara
- Thiết kế nhân vật: Katsunori Hara
- Đạo diễn hoạt hình: Katsunori Hara và Noriyuki Tsutsumi
- Âm nhạc: Toshiyuki Arakawa
- Biên tập viên: Hajime Okayasu
- Nhà sản xuất: Hitoshi Mogi, Takashi Horiuchi và Kenji Ōta
- Công ty sản xuất: Shin-Ei Animation , TV Asahi và  ADK

## Phát hành
Bộ phim được phát hành vào ngày 23 tháng 4 năm 1994 tại Nhật Bản.  Phim được phát hành tại Ấn Độ vào ngày 17 tháng 10 năm 2008 trên kênh truyền hình Hungama với tựa đề Shin-chan and the Treasures of the Buri Buri Kingdom . Nó được phát hành với tên Crayon Shin-chan The Movie: The Secret of Buri Buri Kingdom với phụ đề tiếng Anh trên VCD của PMP Entertainment.